# Řenče
Řenče es una localidad del distrito de Pilsen Sur, en la región de Pilsen, República Checa. Tiene una población estimada, a principios del año 2022, de 904 habitantes.
Está ubicada al este de la región, en la cuenca hidrográfica del río Berounka —un afluente izquierdo del río Moldava que, a su vez, lo es del Elba— y cerca de la frontera con las regiones de Bohemia Central y Bohemia Meridional.